# 小行星5577
小行星5577（英語：5577 Priestley）是一颗围绕太阳公转的小行星。1986年11月21日，J. D. Waldron在赛丁泉山发现了此天体。
这颗小行星的绝对星等为227.7684620403963等。